# 동대구 분기점
동대구 분기점(E.Daegu JC)은 대구광역시 동구 부동에 설치된 경부고속도로와 중앙고속도로가 만나는 분기점이다. 본래 이 위치에 동대구 나들목이 설치되어 있었으며, 중앙고속도로 대동 ~ 동대구 민자구간이 개통되면서 분기점으로 변경되었다. 기존 동대구 나들목은 용계동 방향으로 더 남쪽으로 이설되었으며, 이 과정에서 화랑로와 안심로, 반야월로, 동촌로 사이의 대구 시내 도로가 대대적인 개량을 거쳤다. 2022년 3월 31일 대구외곽순환고속도로가 개통되어서 대구외곽순환고속도로 상매 분기점과 연결되었다.

## 역사
- 1969년 12월 29일 : 동대구 나들목이 경부고속도로 대구 ~ 부산 구간 개통에 따라 이 분기점의 위치에 영업 개시[1]
- 2005년 7월 15일 : 중앙고속도로 동대구 나들목 ~ 동대구 분기점 구간 임시 개통으로 인해 기존 동대구 나들목이 동대구 분기점으로 변경[2]
- 2006년 1월 25일 : 중앙고속도로 대동 ~ 동대구 구간 개통[3]
- 2022년 3월 31일 : 대구외곽순환고속도로 개통과 함께 연결됨.

## 구조물 정보
- 위치 : 대구광역시 동구 부동, 신평동, 용계동

## 접속하는 노선

### 부산방면
- 경부고속도로 (13번)

### 서울・춘천방면
- 경부고속도로 (13번), 중앙고속도로 (11번) (중첩구간)

### 부산방면
- 중앙고속도로 (11번)

### 상매방면
- 상매 분기점 ~ 동대구 분기점 연결도로